# 班戈毛茛
班戈毛茛（学名：Ranunculus banguoensis）为毛茛科毛茛属下的一个种。

## 扩展阅读
- 維基物種上的相關：班戈毛茛